# سيداريدج (كولورادو)
سيداريدج (بالإنجليزية: Cedaredge, Colorado)‏ هي بلدة تقع في مقاطعة دلتا بولاية كولورادو في الولايات المتحدة. تبلغ مساحتها 5.3 (كم²)، وترتفع عن سطح البحر 1899 م، بلغ عدد سكانها 2151 نسمة في عام 2000 حسب إحصاء مكتب تعداد الولايات المتحدة وتصل الكثافة السكانية فيها 349.8 نسمة/كم2.

## وصلات خارجية
- Town of Cedaredge
- The US50 - Cities and Towns in Colorado State
- Colorado Cities and Towns, Facts, Map, Flag, Colleges, Government, and More